# Raoul Marco
Maurice Raoul Mayzaud, dit Raoul Marco, est un acteur français né le 22 novembre 1892 à Paris 18e et mort le 3 avril 1971 à Paris 14e.

## Théâtre
- 1920 : La Couronne de carton de Jean Sarment, mise en scène Lugné-Poe, théâtre de l'Œuvre
- 1927 : Le singe qui parle de René Fauchois, mise en scène René Rocher, Comédie-Caumartin
- 1931 : La Prochaine ? d'André-Paul Antoine, Théâtre Antoine
- 1932 : Le singe qui parle de René Fauchois, mise en scène René Rocher, théâtre Antoine
- 1933 : Peau d'Espagne de Jean Sarment, Théâtre de l'Athénée
- 1946 : Dix Petits Nègres d'Agatha Christie, mise en scène Roland Piétri, théâtre Antoine
- 1946 : La Strasbourgeoise d’Albert Sablons, mise en scène René Marjolle et Raoul Marco, théâtre des Bouffes-du-Nord
- 1946 : Bonne chance Denis de Michel Duran, mise en scène Raymond Rouleau, théâtre de l'Œuvre
- 1949 : Les Bonnes Cartes de Marcel Thiébaut, mise en scène Pierre Bertin, théâtre Gramont
- 1950 : Fric-Frac d'Édouard Bourdet, mise en scène Simone Berriau, théâtre Antoine
- 1950 : Jeff de Raoul Praxy, mise en scène Christian-Gérard, théâtre de l'Ambigu
- 1953 : L'Heure éblouissante d'Anna Bonacci, mise en scène Fernand Ledoux, théâtre Antoine
- 1954 : L'Homme qui était venu pour diner de George Kaufman et Moss. Hart, mise en scène Fernand Ledoux, théâtre Antoine
- 1954 : Les Sorcières de Salem d'Arthur Miller, mise en scène Raymond Rouleau, théâtre Sarah-Bernhardt
- 1956 : Le Capitaine Fanfaron de Bernard Zimmer d'après Plaute, mise en scène Henri Soubeyran, théâtre des Mathurins
- 1959 : Amour,délices et or de Marcelle Berquier-Marinier, Petit Théâtre de Paris
- 1960 : Au grand Alfred de Pierre Barillet et Jean-Pierre Grédy, mise en scène Jacques Charon, théâtre Michel
- 1963 : En attendant Godot de Samuel Beckett, mise en scène René Lesage, Comédie des Alpes
- 1964 : La Cantatrice chauve d'Eugène Ionesco, mise en scène René Lesage, Comédie des Alpes
- 1967 : Une lettre perdue d'Ion Luca Caragiale, mise en scène René Lesage, Comédie des Alpes
- 1967 : En attendant Godot de Samuel Beckett, mise en scène René Lesage, Comédie des Alpes

## Filmographie

### Cinéma
- 1931 : Bric-a-brac et compagnie d'André Chotin : M. Verly, le riche antiquaire
- 1931 : La Fine Combine d'André Chotin : M. Topinois, le mari
- 1932 : Histoires de rire de Jean Boyer (court métrage) dans le sketch : Gratte-ciel
- 1933 : La Robe rouge de Jean de Marguenat : Bridet
- 1934 : On a volé un homme de Max Ophüls : l'inspecteur
- 1934 : Chourinette d'André Hugon
- 1934 : Liliom de Fritz Lang : l’inspecteur
- 1935 : Les Mystères de Paris de Félix Gandéra : le Chourineur
- 1935 : Les Gaietés de la finance de Jack Forrester
- 1935 : La Carte forcée d'André Hugon (court métrage)
- 1941 : L'Enfer des anges de Christian-Jaque
- 1943 : Le ciel est à vous de Jean Grémillon : M. Noblet
- 1945 : Un ami viendra ce soir de Raymond Bernard
- 1946 : La Belle et la Bête de Jean Cocteau
- 1947 : Copie conforme de Jean Dréville : l'inspecteur
- 1948 : La Belle Meunière de Marcel Pagnol et Max de Rieux : maître Guillaume
- 1949 : Dernière Heure, édition spéciale de Maurice de Canonge : le président du tribunal
- 1951 : Boniface somnambule de Maurice Labro : le directeur des magasins Berthès
- 1951 : Identité judiciaire d'Hervé Bromberger : Martin, le médecin légiste
- 1952 : Brelan d'as d'Henri Verneuil : le médecin légiste
- 1953 : Le Dernier Robin des Bois d'André Berthomieu : le principal
- 1953 : Une fille dans le soleil de Maurice Cam : Coste-Combrette
- 1953 : Ma femme, ma vache et moi de Jean Devaivre
- 1954 : La Belle Otero de Richard Pottier : le directeur du Kursaal
- 1954 : Leguignon guérisseur de Maurice Labro : le vétérinaire
- 1955 : Des gens sans importance d'Henri Verneuil : le propriétaire magasin de meubles
- 1956 : Paris, Palace Hôtel d'Henri Verneuil : le monsieur "pince-fesses"
- 1957 : L'Homme à l'imperméable de Julien Duvivier : le régisseur
- 1958 : La Vie à deux de Clément Duhour : le docteur Leclerc, l'accoucheur
- 1959 : La Tête contre les murs de Georges Franju
- 1960 : Ravissante de Robert Lamoureux : l'aubergiste
- 1961 : Le Président d'Henri Verneuil : Xavier Taupin, un ancien conseiller général
- 1961 : Les Livreurs de Jean Girault
- 1962 : Le Diable et les Dix Commandements de Julien Duvivier (5e épisode : Tes père et mère honoreras et Tu ne mentiras point) : un comédien
- 1965 : Le Jour d'après de Robert Parrish

### Télévision
- 1959 : Les Cinq Dernières Minutes, épisode Dans le pétrin de Claude Loursais : le boucher Rouzaud
- 1962 : L'inspecteur mène l'enquête, épisode Le Retour d'Hélène de Claude Barma
- 1969 : En votre âme et conscience, épisode : L'Affaire Lacoste de  René Lucot
- 1971 : L'Homme qui rit de Jean Kerchbron : Maître Nicless